# یکتاترینا سادوفنیک
یکتاترینا سادوفنیک (به انگلیسی: Yekaterina Sadovnik) (زادهٔ ۲۵ سپتامبر ۱۹۸۶) شناگر اهل قزاقستان است.